# یوبووییا
یوبووییا (به صربی: Ljubovija) یک شهرستان در صربستان است که در ناحیه ماچوا واقع شده‌است. یوبووییا ۱۸۵ متر بالاتر از سطح دریا واقع شده‌است.